# Juan Antonio Quintana
Juan Antonio Quintana (Zaragoza, 1939 - Valladolid, 15 de febrero de 2022) fue un actor español.

## Biografía
Nació en Zaragoza en 1939. Hijo único de Juan, empleado de banca, y Felisa, ama de casa, se aficionó desde muy pequeño al cine y el teatro. Estudió Filosofía y Letras entre la Universidad de Zaragoza y la de Madrid.
Debutó en el teatro a los diecisiete años, en la Universidad de Zaragoza, con la obra La lección de Eugène Ionesco. Finalizó esta etapa de ocho años como actor universitario, participando en el montaje de Fuenteovejuna, de Lope de Vega, dirigido por Alberto Castilla en el Teatro Nacional Universitario en Madrid, que obtiene el Gran Premio del Festival Mundial de Teatro de Nancy (Francia). En 1966 realiza su primer montaje con El sí de las niñas, de Leandro Fernández de Moratín.
Conociendo Valladolid desde pequeño, por las visitas que realizó en los años 40 y 50 a unos tíos maternos en verano, en 1968 decide trasladarse a esta ciudad para ser actor, residiendo allí desde entonces.
Alquiló una habitación en la ciudad y ese mismo año conoció, en un ensayo en el Colegio de La Salle, a la que sería su mujer y compañera de trabajo, la pintora y escenógrafa Meri Maroto. Se casaron en 1972 en la parroquia de San Mateo del Paseo de Zorrilla y fruto de este matrimonio nació su única hija, Lucía, también actriz. 
Entre 1970 y 1974 creó su primera compañía de teatro, el Corral de Comedias de Valladolid. Bajo su dirección se estrenaron las siguientes obras: Entremeses, de Cervantes (Primer programa), 1969. Acreedores, de Strindberg, Raíces, de Arnold Wesker, 1970, Aventura en el espacio, de Fernando Herrero. Campaña nacional de Teatro Infantil, Anacleto Morones, de Juan Rulfo, Ligazón, de Valle-Inclán, La historia de Ben en la ciudad de los ladrones, de Fernando Herrero, campaña Nacional de Teatro Infantil, 1971, Delegaciones sobre la degollación de Villalar de Santiago J. Saiz, Erase una vez… y siempre será, de Tonino Conte, en versión de Fernando Herrero, 1972, Entremeses, de Cervantes (2º programa), La piedad, de Fernando Herrero, El abanico, de Goldoni, 1973, La virgen Roja, de Adolfo Celdrán, 1974 y 
El desván de los machos y el sótano de las hembras, de Luis Riaza, 1975.
Después obtuvo plaza de Profesor de Enseñanza Secundaria, comenzando su andadura como profesor en el barrio de Pajarillos y más tarde en el Instituto Politécnico de La Merced de Valladolid. Desde su jubilación se dedica en exclusiva al cine, al teatro y a la televisión.
Impulsó los cursos de teatro en la ciudad, y en el curso 1976-77 creó el Aula de Teatro de la Universidad de Valladolid, por la que pasaron actores como Diego Martín, Eva Hache, Lucía Quintana, Eva Martín o Carlos Domingo.
El Aula de Teatro es lugar de estudio y ensayo muy vinculado con su segunda compañía, el Teatro estable de Valladolid, que más tarde pasaría a llamarse Compañía Juan Antonio Quintana. Con esta compañía ha realizado en total más de cuarenta montajes.
En 1984 recibió la Medalla de Oro al mejor actor, y en 1998 el prestigioso premio Mayte de Teatro por su interpretación en Yepeto.
En 1997 debutó en el cine en la película Mamá es boba, y en 1999 lo hizo en televisión con un papel en la serie Manos a la obra.
En 2000 se le rindió un homenaje en el Teatro Calderón por su aportación al teatro y posteriormente se le dedicó una butaca con su nombre en el remodelado Teatro Zorrilla.
Interpretó el personaje de Nicolás en la serie Ana y los siete, en las temporadas 2002 a 2005.
En 2006 fue pregonero de las Ferias de Valladolid y en 2011 interpretó a Basilio, el abuelo, en la serie Amar en tiempos revueltos.

## Actuaciones teatrales
- Divinas palabras, dirigida por José Tamayo.
- El gran teatro del mundo, dirigida por José Tamayo.
- Entre bobos anda el juego, dirigida por G. Malla.
- Los invasores del palacio, de Fernando Fernán Gómez.
- Don Juan Tenorio, dirigida por E. Vasco.
- Madame Raquin, de Émile Zola, dirigida por G. Malla.
- Los gavilanes (Zarzuela), dirigida por G. Malla.
- La gaviota, de Antón Chéjov, dirigida por Amelia Ochandiano.
- La vida por delante, de Romain Gary, dirigida por Josep María Pou.
- La familia de Pascual Duarte, de Camilo José Cela, dirigida por Gerardo Malla.
- Esperando a Godot, de Samuel Beckett. Versión de Ana María Moix dirigida por Alfredo Sanzol (2013). Personaje: Lucky.

## Filmografía
- 1963: Hacia el silencio
- 1997: Mamá es boba
- 2002: La vida de nadie
- 2004: La canción de Marta (corto)
- 2005: El mono de Hamlet (corto)
- 2006: El último viaje del Almirante (corto)
- 2006: GAL
- 2007: Un buen día lo tiene cualquiera
- 2008: Los girasoles ciegos
- 2010: Alhaja (corto)
- 2017: Generación perdida (corto)

## Televisión
- 1999: Manos a la obra
- 1999: Petra Delicado
- 2001: El comisario
- 2002-2005: Ana y los siete
- 2008: Guante blanco
- 2009: Psiquiatras, psicólogos y otros enfermos
- 2009: Sin tetas no hay paraíso
- 2007-2009: Hospital Central
- 2010: La huella del crimen 3: El secuestro de Anabel
- 2010: Las chicas de oro
- 2011: Amar en tiempos revueltos
- 2013: Gran hotel
- 2016: El ministerio del tiempo como Santiago Ramón y Cajal (Capítulo 2x06)